# Abd al-Kuri
Abd al-Kuri is het westelijkste bewoonde eiland van de Socotra-archipel en heeft een oppervlakte van 162 km². Het eiland ligt 105 km oostelijk van de kust van Afrika en is ongeveer 36 km lang. Er wonen 200 tot 300 mensen, die voornamelijk van de visserij leven.
In 2022 beschuldigden de Jemenieten de Verenigde Arabische Emiraten ervan dat ze de Jemenitische bevolking van het eiland deporteerden voor de bouw van een militaire Emiratische basis aldaar. De Emirati vlogen ook Israëlische militaire experts in om te helpen bij het opzetten van een spionagebasis op Abd al-Kuri. Sinds 2021 wordt gewerkt aan de aanleg van wat vermoedelijk een luchtmachtbasis moet worden met een startbaan met een lengte van ongeveer 2530 meter, waarvandaan zware gevechtsvliegtuigen en transportvliegtuigen moeten kunnen opstijgen.